# Fiestras
Fiestras (oficialmente San Martiño de Fiestras) es una parroquia española del municipio pontevedrés de Silleda, en la comunidad autónoma de Galicia.

## Historia
Hacia mediados del siglo XIX, la parroquia tenía contabilizada una población de 350 habitantes. Aparece descrita en el octavo volumen del Diccionario geográfico-estadístico-histórico de España y sus posesiones de Ultramar de Pascual Madoz con las siguientes palabras:

FIESTRAS (San Martin): felig. en la prov. de Pontevedra (8 leg.), part. jud. de Lalin (1), dióc. de Lugo (8), ayunt. de Chapa: sit. en la márg. der. del r. Toja, con buena ventilacion y clima bastante sano. Tiene unas 40 casas distribuidas en las ald. de Aragonza, Costoya, Fiestras, Maril y San Martiño. La igl. parr. (San Martin), se halla servida por un cura de entrada y de patronato lego. Confina el térm. con las felig. de Graba, Silleda y r. Toja. El terreno en lo general es llano y de buena claidad, con buenas aguas de fuente que aprovechan los vec. para beber y otros objetos. prod.: cereales; legumbres, hortalizas, fruta y pastos; mantiene ganado vacuno, de cerda, lanar y cabrio; hay caza y pesca de varias clases. ind.: la agrícola y molinos harineros. pobl.: 42 vec., 200 alm. contr. con su ayunt. (V.)
(Madoz, 1847, p. 82)

En la actualidad, pertenece al municipio de Silleda. En 2022, tenía empadronados 81 habitantes.